# Lect (Jura)
Lect település Franciaországban, Jura megyében. Lakosainak száma 334 fő (2022. január 1.). Lect Moirans-en-Montagne, Cernon, Chancia, Martigna, Montcusel, Onoz és Vescles községekkel határos.

## Népesség
A település népességének változása:
| Lakosok száma | 841  | 280  | 266  | 377  | 356  | 353  | 354  | 350  | 348  | 334  |
|               | 1968 | 1982 | 1990 | 2006 | 2013 | 2015 | 2017 | 2019 | 2020 | 2022 |